# Kljasma
Die Kljasma (russisch Клязьма) ist ein 686 km langer linker Nebenfluss der Oka in Russland.

## Verlauf
Die Kljasma entspringt nördlich von Moskau im Moskauer Höhenrücken in der Oblast Moskau. Sie fließt zunächst in südliche Richtung, bis sie den Nördlichen Verwaltungsbezirk Moskaus südlich des Flughafens Scheremetjewo erreicht. Hier wendet sie sich nach Osten und bildet für einige Kilometer die Grenze zwischen der Stadt Moskau und der gleichnamigen Oblast.
Anschließend erreicht die Kljasma den 1937 gebauten Stausee Kljasminskoje, der der Energiegewinnung und als Naherholungsgebiet dient. Kurz hinter Schtscholkowo durchfließt sie den nördlichen Teil des Nationalparks Lossiny Ostrow. Ab hier bildet sie die nördliche Begrenzung der Meschtschora-Tiefebene.
Etwas oberhalb von Lossino-Petrowski wendet sich die Kljasma in südöstliche Richtung. Sie durchfließt Noginsk, Pawlowski Possad und Orechowo-Sujewo, wo sie wieder in vorwiegend östlicher und nordöstlicher Richtung fließt. Nur wenig unterhalb von Orechowo-Sujewo erreicht sie den Westen der Oblast Wladimir. Hier mündet die Pekscha von links in den Fluss. Anschließend bildet der Flusslauf der Kljasma zeitweise die natürliche Grenze zwischen den Oblasten Moskau und Wladimir.
Vor Sobinka wendet sich der Fluss nach Nordosten, nimmt die Polja von rechts auf und durchfließt anschließend den zentralen Teil der Oblast Wladimir. Wenig später erreicht sie die Gebietshauptstadt Wladimir. Unterhalb der Stadt münden die Nerl von links und die Sudogda von rechts ein. Kurz hinter Kowrow, nachdem sie die Uwod von links aufgenommen hat, bildet die Kljasma für einige Kilometer die Grenze zur Oblast Iwanowo, dreht aber wieder in südöstliche Richtung ab und strömt durch den Nordosten der Oblast Wladimir.
Kurz hinter Gorochowez, im äußersten Osten der Oblast Wladimir, erreicht die Kljasma schließlich die Oblast Nischni Nowgorod, wo sie bereits nach wenigen Kilometern gegenüber Gorbatow von links in die Oka einmündet.
Die Kljasma ist auf ihrem gesamten Lauf stark gewunden und besitzt viele Altarme.

## Geschichte
Das Gebiet der Kljasma ist seit der Jungsteinzeit besiedelt. Später, seit dem 1. Jahrtausend v. Chr. siedelten hier finno-ugrische Stämme wie die Merja, Muroma und Meschtscheren. Im Mittelalter geriet das Gebiet zunehmend unter slawischen Einfluss.
Mit dem Aufstieg des Fürstentums Wladimir-Susdal im 11. und 12. Jahrhundert stieg die Bedeutung der Kljasma als Transport- und Handelsweg an. 1108 gründete der Kiewer Großfürst Wladimir Monomach die Stadt Wladimir an der Kljasma.
Bis 1238, als Wladimir während der Mongolischen Invasion in Russland unter Batu Khan erobert wurde, erlebte Wladimir-Susdal eine Blütezeit.
Nach dem Ende der mongolischen Herrschaft konnte die Region ihre frühere Bedeutung nicht wieder erlangen und geriet im frühen 14. Jahrhundert unter den Einfluss des aufstrebenden Großfürstentums Moskau.

## Nutzung
An der Kljasma ist seit historischer Zeit die Flussfischerei ein bedeutender Erwerbszweig. Der Fluss war auch immer ein wichtiger Transportweg. In der sowjetischen Zeit war sie auf 302 km Länge von der Mündung an schiffbar, dies ist aber nur noch auf 120 km und auf dem Stausee Kljasminskoje der Fall.
Der Fluss ist zu mehreren Stauseen aufgestaut, die der Stromgewinnung dienen. Vor allem in der Umgebung Moskaus spielen diese auch eine wichtige Rolle für die Naherholung, etwa für Angeln und Kanusport.

## Fische
Obwohl die Kljasma an ihrem Oberlauf noch stark verschmutzt ist, findet sich eine Vielzahl von Tier- und Pflanzenarten im und am Fluss. Fische wie Brachse, Nase, Flussbarsch, Hecht, Quappe, Gründling und Döbel kommen in großer Zahl vor. Obwohl im 19. Jahrhundert noch sehr häufig, sind Wels und Sterlet dagegen kaum noch zu finden.